# Dinòcrates de Macedònia
Dinòcrates de Macedònia (en llatí Deinocrates, en grec antic Δεινοκράτης) fou un arquitecte macedoni del temps d'Alexandre el Gran conegut per reconstruir el temple d'Àrtemis a Efes després que Heròstrat d'Efes l'hagués cremat l'any 356 aC. Va acompanyar a Alexandre a Egipte i va ser un dels arquitectes que el conqueridor va utilitzar per construir Alexandria i Dinòcrates va delimitar el terreny i va aixecar alguns edificis principals. Va presentar un projecte per esculpir el Mont Atos amb una imatge d'Alexandre que havia de tenir una ciutat a la mà dreta i un llac a l'esquerra alimentat per l'aigua de la muntanya i la sobrant aniria a la mar, però el rei va vetar el projecte.
El monument que va construir per a Hefestió va ser només una pira funerària (πυρά) encara que molt espectacular formada per una piràmide que pujava en successives terrasses i molt adornada, segons Plini el Vell, Vitruvi, Valeri Màxim i Plutarc. També Ptolemeu II Filadelf li va encarregar construir un temple dedicat a Arsinoe però la mort de Dinòcrates ho va impedir i ja no es va portar a terme al morir el rei egipci poc temps després, potser l'any 246 aC.
El seu nom presenta variant entre els autors antics. Se l'anomena Dinochares i fins i tot Tymochares i Timocrates entre altres variacions. Eustaci d'Epifania l'anomena Diòcles de Rhègion. Estrabó li diu Χειροκράτης ("Cheirocrátes") i Plutarc, Στασικράτης ("Stasicrátes").